# Topeka
Pour la ville de l’Indiana, voir Topeka (Indiana).
La ville de Topeka (en anglais [toʊˈpiːkə], en langue kaw Tó Ppí Kˀé) est la capitale de l'État du Kansas, aux États-Unis. Située originellement sur le territoire des Amérindiens Chaouanons, elle est la quatrième ville la plus peuplée du Kansas avec 127 473 habitants. Elle est également le siège du comté de Shawnee.
La légende attribue le toponyme Topeka à Joseph James Jr, un interprète métis franco-Kaw-Osage. Le nom proviendrait d'un mot amérindien kaw (kanza) signifiant « pomme de terre » ou « endroit idéal pour trouver des pommes de terre ».
Trois navires de l’US Navy ont pour nom USS Topeka en l'honneur de cette ville.

## Histoire
Dans les années 1840, un convoi de caravanes part du Missouri à l'est pour une expédition de 2 000 km sur la piste de l'Oregon. À 60 miles de Kansas City, trois sœurs à moitié indiennes mariées à des frères canadiens français établissent un service de transport pour faire traverser la rivière Kansas aux voyageurs. C'est là que naît Topeka.
Au début des années 1850, le trafic le long de la piste de l'Oregon est doublé par la route des nouveaux militaires qui s'étend de Fort Leavenworth au nouvel établissement de Fort Riley. En 1854, après l'achèvement de la première cabane, neuf hommes créent la Topeka Town Association, et la ville sort de terre. L'un d'eux, Cyrus K. Holliday, veut devenir le maire de la ville et fonder la Atchison, Topeka and Santa Fe Railroad (AAR), une des plus grandes compagnie de chemin de fer américaine. Aussi, des bateaux à vapeur sont régulièrement amarrés aux quais de Topeka pour y déposer des marchandises. En 1857, elle est recensée comme une ville. C'est l'une des villes des États libres fondées par les hommes de l'est contre l'esclavagisme. Début 1860, la ville est devenue un centre pour le commerce de la région.
Après une décennie de combats sanglants entre pro- et anti-esclavagistes, le Kansas est admis dans l'Union en 1861 en tant que 34e État. Topeka est finalement choisie comme capitale avec comme gouverneur Dr Charles Robinson. Cyrus K. Holliday obtient de l'État l'autorisation d'entreprendre la construction du Capitole.
Bien que la sécheresse de 1860 et la guerre de Sécession (1861-1865) aient ralenti la croissance de Topeka et de tout l'État, la ville assiste à une renaissance et à une période de croissance bénéfique au Kansas de 1865 à 1870. 1869 marque le début de la construction de la ligne de chemin de fer à l'ouest. Des bureaux et des ateliers de construction mécanique généraux de l'Atchison et du système de chemin de fer de Santa Fe s'établissent à Topeka en 1878. Pendant les années 1880, Topeka traverse une phase difficile qui finit par un désastre ; beaucoup d'investisseurs sont ruinés. Cependant, la ville double sa population pendant cette période et réussit à survivre aux dépressions des années 1890.
À Topeka, la ségrégation raciale n'est appliquée que pour les écoles élémentaires. À la suite de plusieurs procès, une loi est votée pour l'intégration raciale dans toutes les écoles publiques américaines.
Le 8 juin 1966, Topeka est frappée par une tornade de force 5 sur l'échelle de Fujita. Le coût des dégradations s'élève à 100 millions de dollars faisant de cette tornade l'une des plus coûteuses de l'histoire des États-Unis.
En mars 2010, Topeka se rebaptise Google, pendant un mois, pour tenter d'inciter la compagnie à y expérimenter son réseau de fibres optiques à très haut débit. En remerciement, Google se rebaptise Topeka, pour toute la journée du 1er avril 2010 (ce changement était visible sur la page d'accueil google.com, mais pas sur la page google.fr).

## Géographie

### Climat
La température minimale moyenne en janvier est de −8 °C et elle est maximale en juillet avec 32 °C. La température maximale de 32 °C est atteinte en moyenne 45 jours par an et celle 38 °C 4 jours par an. La température minimum tombe au-dessous du point de congélation 0 °C en moyenne 117 jours par an. Généralement, c'est entre fin septembre et fin octobre que la température passe sous la barre du zéro, alors que les dernières gelées se produisent entre début avril et début mai. Il y a en moyenne 100 jours de précipitations mesurables par an. Il neige rarement car le temps en hiver est froid, sec et ensoleillé.

## Démographie
| Groupe            | Topeka | Kansas | États-Unis |
| ----------------- | ------ | ------ | ---------- |
| Blancs            | 68,4   | 75,6   | 61,6       |
| Noirs             | 10,4   | 5,7    | 12,4       |
| Amérindiens       | 1,6    | 1,2    | 1,3        |
| Asiatiques        | 1,6    | 2,9    | 6,0        |
| Autres            | 6,1    | 4,9    | 8,4        |
| Métis             | 11,9   | 9,5    | 10,2       |
| Total             | 100    | 100    | 100        |
|                   |        |        |            |
| Latino-Américains | 16,4   | 13,0   | 18,7       |

Selon l’American Community Survey, pour la période 2011-2015, 89,63 % de la population âgée de plus de 5 ans déclare parler l'anglais à la maison, 8,02 % déclare parler l'espagnol et 2,35 % une autre langue.

## Éducation
- Université Washburn fondée en 1865.